# Lacco Ameno
Lacco Ameno is een Italiaanse gemeente, onderdeel van de metropolitane stad Napels, wat voor 2015 nog de provincie Napels was (regio Campanië) en telt 4607 inwoners (31-12-2004). De oppervlakte bedraagt 2,1 km², de bevolkingsdichtheid is 2120 inwoners per km².
De volgende frazioni maken deel uit van de gemeente: Fango, Mezzavia, Pannella, Fundera.

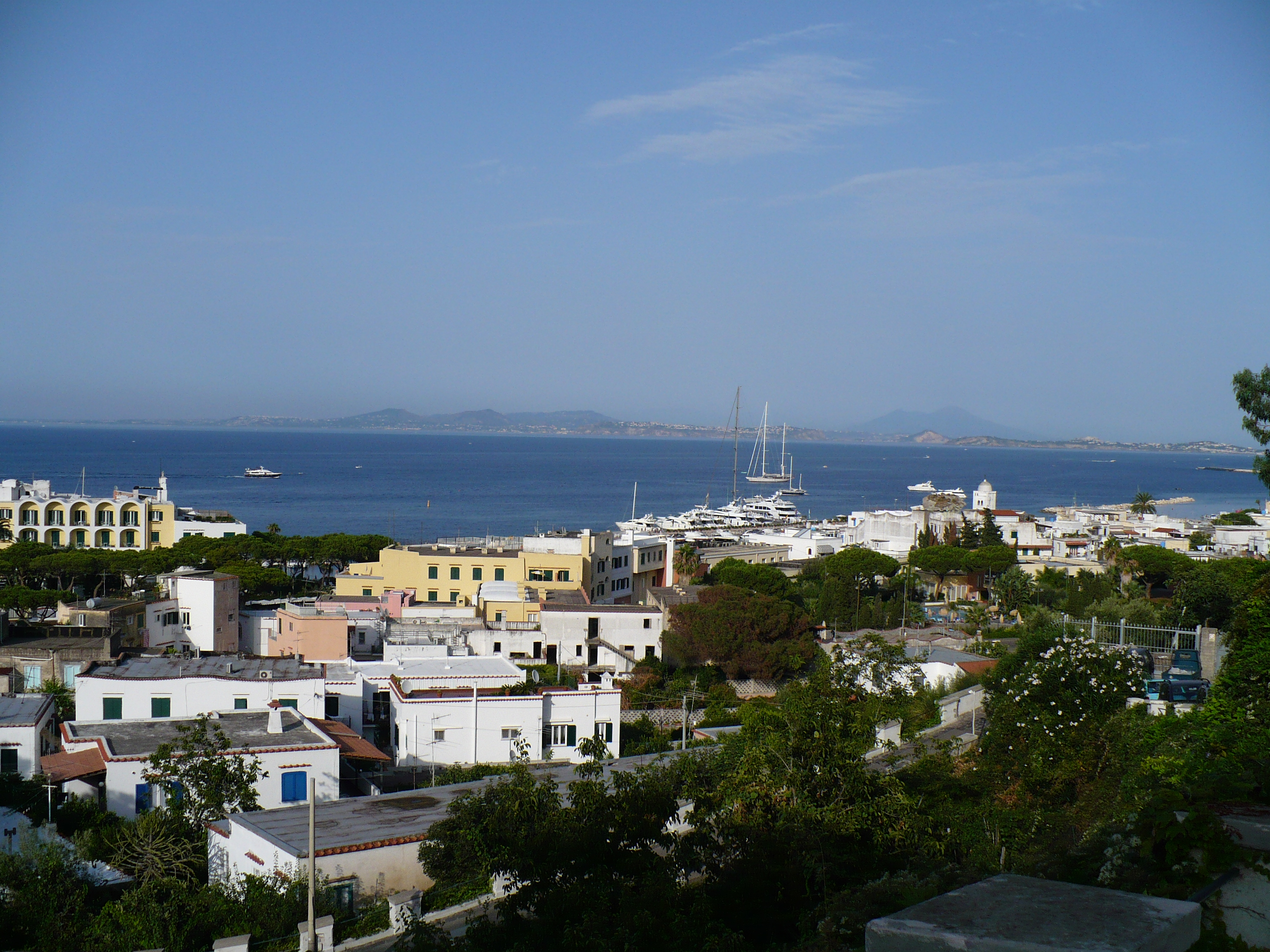
Lacco Ameno
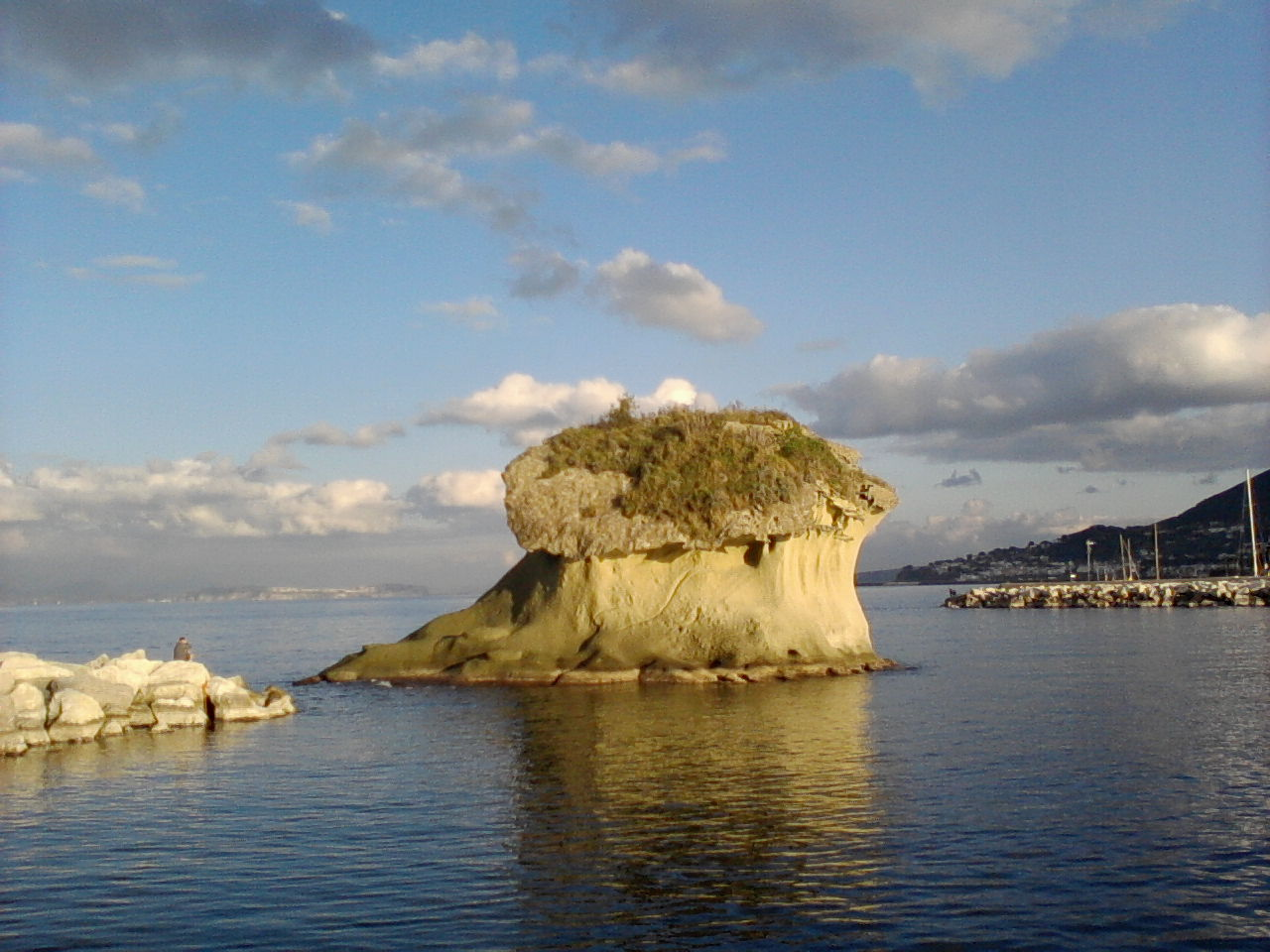
Rotspartij (Il fungo, "de zwam") voor de kust van Lacco Ameno
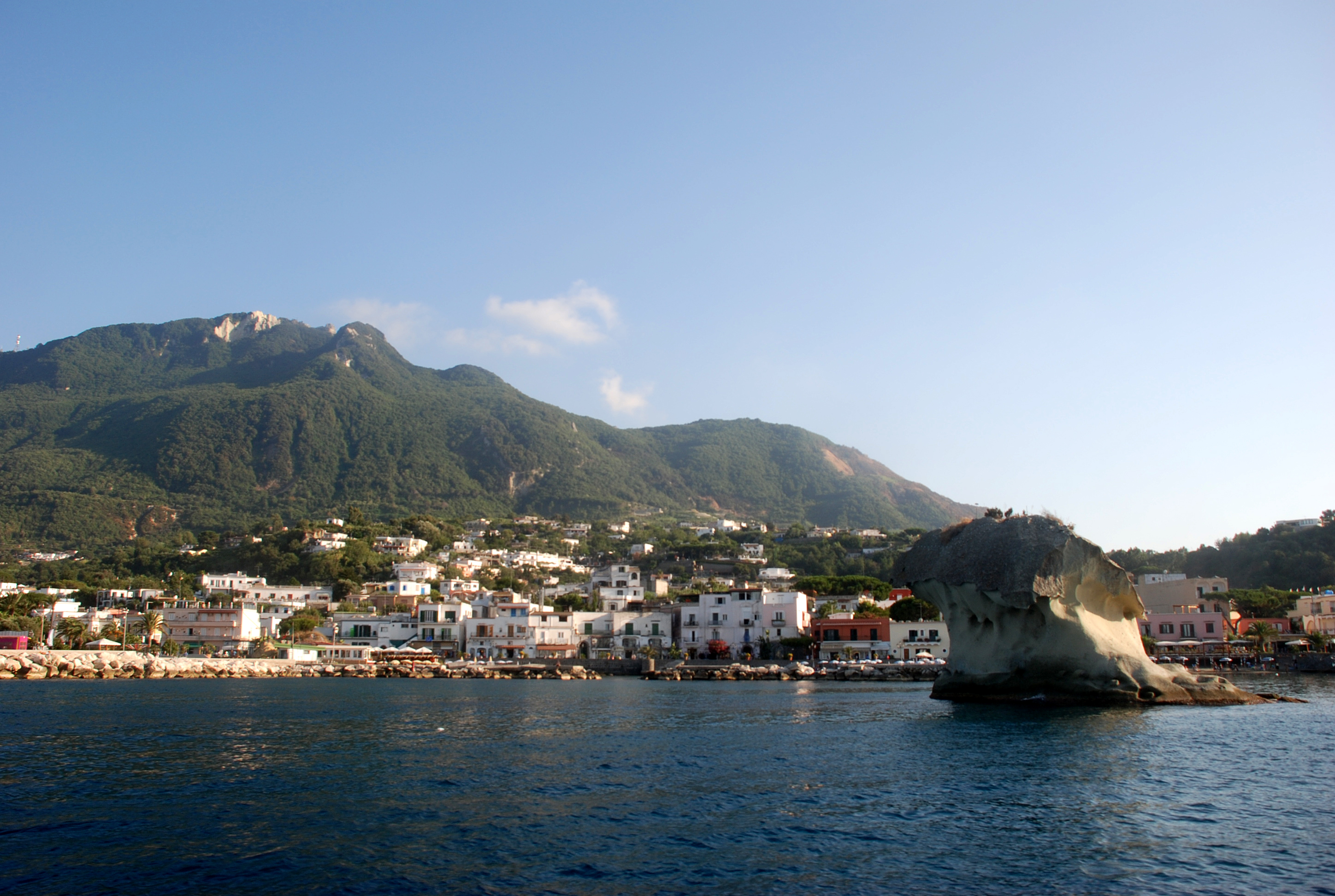
Lacco Ameno

## Demografie
Lacco Ameno telt ongeveer 1860 huishoudens. Het aantal inwoners steeg in de periode 1991-2001 met 8,6% volgens cijfers uit de tienjaarlijkse volkstellingen van ISTAT.
| Jaar | Inwoneraantal |
| ---- | ------------- |
| 1991 | 3936          |
| 2001 | 4273          |

## Geografie
Lacco Ameno grenst aan de volgende gemeenten: Casamicciola Terme, Forio.